# Гроннемарк, Томас
Томас Гроннемарк (дат. Thomas Grønnemark; род. 12 декабря 1975, Дания) — датский тренер, бобслеист, тренер по вбрасыванию английского клуба «Ливерпуль». Обладатель рекорда книги Гиннесса по вбрасыванию мяча.

## Карьера
Томас родился 12 декабря 1975 года в Дании. На протяжении четырёх лет он был членом сборной Дании по бобслею. Будучи далёким от футбола, он обратил внимание на такой аспект игры, как вбрасывание мяча из аута. Позднее, он стал тренером нового направления — вбрасывания. Помимо лекций о технике данного вида деятельности, Томас работал тренером в таких известных датских клубах, как «Виборг», «Силькеборг» и «Мидтьюлланн». В сентябре 2018 года он был приглашен на должность тренера по вбрасываниям в английский «Ливерпуль».